# 卡羅萊納 (密西西比州)
卡羅萊納（英語：Carolina）是位於美國密西西比州伊塔萬巴縣的非建制地區。

## 歷史
卡羅萊納的郵局於1841年設立，其後於1905年停運。

## 地理
卡羅萊納所處的海拔為高於海平面104米（即341英呎），而該地所採用的時區為UTC-6，即北美中部時區（CST）。同時該地設有夏令時間，為UTC-6調快一小時，即UTC-5（CDT）。